# 克里斯·马圭尔
基斯杜化·"基斯"·麥古尼（英語：Christopher "Chris" Maguire，1989年1月16日—）是蘇格蘭的職業足球運動員，司職左後衛，現效力於英甲俱乐部林肯城。

## 外部連結
- 足球数据库：克里斯·马圭尔的球员统计数据
- 克里斯·马圭尔 — 蘇格蘭足球協會